# Théorème de hiérarchie en temps déterministe
Le théorème de hiérarchie en temps déterministe est un énoncé de la théorie de la complexité, un domaine de l'informatique théorique. Informellement, le théorème dit qu'avec plus de temps, une machine déterministe peut résoudre plus de tâches. C'est l'un des théorèmes de hiérarchie en temps (en). 

## Contexte
Le théorème parle en particulier de machines de Turing déterministes. On note DTIME(f) l'ensemble des problèmes de décision qui peuvent être décidés par une telle machine avec une complexité en temps O(f(n)), où n est la taille de l'entrée.

## Énoncé
Le théorème de hiérarchie en temps déterministe est le suivant, :
Théorème — Soit f et g deux suites d'entiers naturels telles que f(n) est non nul (pour tout n), g est constructible en temps et f.log(f) = o(g). Alors DTIME(f) ⊊ DTIME(g).

## Théorème proches
Il existe d'autres théorèmes de hiérarchie. Par exemple, il existe d'autres théorèmes de hiérarchie en temps pour les machines non déterministes. Il existe aussi des théorèmes pour la complexité en espace.

## Histoire
Le théorème de hiérarchie en temps déterministe est dû à Richard E. Stearns et Juris Hartmanis en 1965. Le résultat a été amélioré par F. C. Hennie et Richard E. Stearns en améliorant l'efficacité de la machine de Turing universelle.